# Polskie Stronnictwo Ludowe (Mikołajczykowskie)
Polskie Stronnictwo Ludowe (Mikołajczykowskie) – polska prawicowa ludowa partia polityczna działająca w latach 90., nawiązująca swoją nazwą do Stanisława Mikołajczyka.
Ugrupowanie powstało w 1990. Zostało założone przez skupioną wokół Henryka Bąka grupę działaczy PSL (wilanowskiego) przeciwnych połączeniu z wywodzącym się z ZSL PSL Odrodzenie. W Sejmie kontraktowym związani z nim posłowie utworzyli czteroosobowy Klub Poselski „Polskie Stronnictwo Ludowe”, do którego przystąpili Tadeusz Kaszubski, Janusz Rożek, Stanisław Tomkiewicz i Stanisław Jasiński. W wyborach w 1991 działacze partii kandydowali z listy Porozumienia Ludowego, Henryk Bąk uzyskał mandat poselski, sprawował urząd wicemarszałka Sejmu I kadencji. Ugrupowanie przez pewien czas wchodziło w skład PSL-Porozumienia Ludowego. Po 1993 brało udział w różnych inicjatywach integracyjnych prawicy (m.in. w Konwencie Świętej Katarzyny, gdzie jego lider był wśród kandydatów do nominacji prezydenckiej). W 1997 Henryk Bąk kandydował do Sejmu z listy AWS, po jego śmierci w 1998 PSL (Mikołajczykowskie) zaprzestało dalszej działalności. Jednocześnie w kolejnych latach pojawiały się okazjonalnie grupy polityczne o tożsamej lub podobnej nazwie.